# Портретна фотографија
Портретна фотографија је тип фотографије који је усмерен ка фотографисању личности особе или групе људи користећи осветљење, позе и позадину. Портретна фотографија може бити уметничка или клиничка. Углавном су портрети наручени за специјална дешавања као што су венчања, школски догађаји или у сврху рекламе. Портрети могу послужити у мнгое сврхе, од коришћења на личном интернет сајту до изложбе у лобију фирме.

## Историја
Релативно ниска цена дагеротопије средином 19. века и смањено време седења за субјекат и ако много дужи него сада, је био след генералног раста популарности портретне фотографије у односу на сликане портрете. Стил ових раних радова рефлектовао је техниче изазове са дугом експозицијом и сликарском естетиком тог времена. Скривена мајчина фотографија, на којој портретне фотографије приказују мајке мале деце скривене у кадру да их умире и држе мирне, произашла је из ове потешкоће.

## Осветљавање портрета

### Осветљење из три тачке
Осветљење из три тачке је једно од најчешћих постава светала. Традиционално је коришћена у студију, али фотографи могу да их користе и на другим локацијама у комбинацији са амбијенталним светлом. Ова поставка користи три светла: кључно светло, допунско светло, позадинско светло како би потпуно изразили детаље и тродимензионалност субјеткових карактеристика.

#### Кључно светло
Такође познато и као главно светло је постављено са леве, са десне или са горње стране лица субјекта, углавном под углом од 30 до 60 степени од камере. Сврха овог светла је да да облик и нагласки одређене карактеристике. Удаљеност светла од камере контролише пад светла и дубину сенке.

#### Допунско светло
Такође познато као секундарно главно светло, је обично постављено супротно од кључног светла. На пример ако је кључно светло постављено на 30 степени од камере са леве стране, допунско светло ће бити постављено 30 степени од камере са десне стране. Сврха допунског светла је да ублажи јаке сенке створене од главног светла. Интезитет допунског светла може да буде једнак главном светлу, да елиминише сенке потпуно, или мањег интезитета да једноставно смањи сенке. Понекад сврха допунског светла може да буде као рефлектор више него обично светло.

#### Позадинско светло
Такође познато као светло за косу, помаже да се субјекат одвоји од позадине и да се нагласи коса. У неким случајевима фотографи могу користити ово светло да нарпаве одбљесак објекива или друге уметничке ефекте.

### High-key и Low-key осветљење

#### High-key
High-key осветљење је техника коришћења на фотографијама углавном без сенки и које имају позадину светлију од субјекта. High key углавном подразумева коришћење сва три светла (или више) у поставци 3 тачке.

#### Low-key
Low-key осветљење је техника коришћења на сликама где је део субјекта осветљен, има тамне сенке и позадина је тамнија од субјекта. Углавном одразумева једно од светла у поставци 3 тачке (али понекад и два).

### Лептир осветљење
Лептир осветљење користи само два светла. Кључно светло је постављено директно испред субјекта изнад камере (или благо у једну страну), и мало више у односу на кључну камеру у поставци са три светла. Друго светло (углавном се више користи као рефлектор него као обично светло) је постављено као допуна (допунско светло) директно испод камере (или благо у супротну страну).
Ово светло се може препознати по јаком светлу које пада на чело, на носу, на јагодицама и по посебној сенци испод носа која често изгледа као лептир и тако даје име овој техници осветљења.
Оватехника је била омиљена чувеном холивудском портретисти Џорџу Хурелу, због кога се овај стил често зове и Paramount осветљење.

### Друга опрема за осветљење
Светла која су најкоришћенија у модерној фотографији су нека врста блицева. Осветљење за портрете је углавном ублажено тако што се одбија од унутрашљост кишобрана, или користећи софтбокс. Софтбокс је кутија од тканине, у којој се налази фото стробоскопска глава, чија је једна страна направљена од провидне тканине. Ово пружа нежније осветљење за рад на портретима и често се сматра привлачнијим од оштрог светла насталог од отвореног стробоскопског светла. Светло за косу и позадинска светла углавном нису дифузна. Важније је контролисати изливање светла на друга места субјекта. Snoots, barn doors и flags или gobos помажу да се светлост фокусира тачно тако где то фотограф жели. Позадинска светла се некада користе са геловима у боји постављеним испред светла да би се направиле обојене позадине.

## Портрети на прозорском светлу
Прозор као извор светла за портрете је коришћен деценијама пре него што је вештачко осветљење створено. По Артуру Хамонду, фотографима аматерима и професионалцима су потребне само две ствари да осветле портрет: прозор и рефлектор. Иако светло са прозора сужава опције у портретној фотографији у поређењу са вештачким светлима, даје обилно осветљење за експериментисање  за фотографе аматере. Бели рефлектор је постављен тако да осветли тамну страну лица субјекта како би изједначио контраст. Брзина окидача је можда спорија него обична, захтева коришћење статива, али светло ће бити предивно нежно и богато.
Најбољим временом за фотографисање портрета на прозору се сматрају рани сати дана и касни поподневни сати када је светлост интезивнија на прозору. Завесе, рефлектори и штитници за смањење интезитета се користе да дају меку светлост. Док се огледала и наочаре могу користити за високо осветљење. Понекад се наочаре у боји, филтери и рефлектујући објекти могу користити да портрету дају жељене ефекте боја. Композиција сенки и меког светла даје портретима са прозорским светлом посебан ефекат који се разликује од портрета направљених на вештачком светлу.
Док користите прозорско светло, положај камере се може променити да би се створили жељени ефекти. Као што позиционирање камере иза субјкета, може произвести силуету појединца док ће поред субјкета дати комбинацију сенки и меког светла. А гледање субјекта из исте тачке извора светлости ће произвести високе кључне ефекте са најмање сенки.

## Стилови портретне фотографије
Постоји много различитих техника портретне фотографије. Често је пожељно ухватити очи и лице субјекта у оштром фокусу, доксе се други мање важни елементи могу приказати у меком фокусу. У другим случајевима, други детаљи могу бити у фокусу композиције као што су на руке, очи или део трупа субјекта.
Додатно, други тип фотографисања портрета као тзв. Head shot, одвојио се од портретне фотографије и постао је засебан стил за себе.

## Приступи у портретној фотографији
У суштини постоји четири приступа који се могу применити у фотографском портерту – конструктионистички, еколошки, спонтан и креативни приступ. Сваки је коришћен током времена из разиличитих разлога, било је техничких, уметничких или културних. Конструктионистички приступ је када фотограф конструише идеју око субјекта. То је приступ који се користи у већини студијских и друштвених фотографија. Такође се у великој мери користи у оглашавању и маркетингу када се идеја мора изнети. Приступ животне средине, приказује субјекта у његовом природном окружењу. Често се приказују као да раде нешто што је директно повезано са темом. Спонтани приступ је када се људи фотографишу без њиховог знања док се баве свакодневним активностима. Иако је овај приступ папараца био критикован, мање инвазивна и експлоататорска спонтана фотографија дала је свету важне слике људи у различитим ситуацијама и местима током 20. века. Слике Парижана Doisneaua и Cartier – Brеssona приказују овај приступ. Као и код фотографије животне средине, спонтана фотографија је важна као историјски извор информација о људима. Креативан приступ је приступ где се манипулација фотографије користи за промену коначног резултата.

## Објективи
Објективи који се користе у портретној фотографији су класично брзи, средњи телефото објективи, мада се може користити било који објектив, у зависности од уметничких намена. Погледајте Canon EF портретни објективи за Canon објективе у овом стилу; други произвођачи имају сличне опсеге. Први наменски портретни објектив био је Petzval објектив који је 1840. године развио Џозеф Пецвал. Имао је релативно уско видно поље од 30 степени, жижну даљину од 150мм и брз f-број у опсегу f/3,3-3,7.
Класична жижна даљина је у опсегу 80–135мм на 135 формату филма и око 150-400мм на великом формату, који је историјски први у фотографији. Такво видно поље пружа изравнано изобличење перспективе када је субјект уоквирен тако да укључује његову главу и рамена. Широкоугаони објективи (краћа жижна даљина) захтевају да се портрет слика из близине (за еквивалентну величину поља), а резултујућа дисторзија перспективе даје релативно већи нос и мање уши, што се сматра неугледним и ружним. Широкоугаони објективи – или чак тзв. Објектив рибље око – може се користити за уметнички ефекат, посебно за стварање гротескне слике. Супротно томе, веће жижне даљине дају веће спљоштење јер се користе из даљине. Ово отежава комуникацију и смањује однос између фотографа и модела. Могу се користити, међутим, посебно у модној фотографији, али веће раздаљине захтевају звучник или воки-токи за комуникацију са моделом или асистентима. У овом опсегу, разлика у изобличењу перспективе између 85мм и 135мм је прилично суптилна; видети (Castelman 2007) за примере и анализу.
У погледу брзине, пожељни су брзи објективи (широки отвор бленде), јер они омогућавају малу дубинску оштрину (замућење позадине), што помаже да се објекат изолује од позадине и фокусира пажњу на њега. Ово је посебно корисно на терену, где фотограф нема позадину иза субјекта, а позадина може одвлачити пажњу. Детаљи боке у резултираућем замућењу, такође су узети у обзир; неки објективи, посебно Nikon типови „DC“ (Defocus Control), дизајнирани су да дају фотографу контролу над овим аспектом, обезбеђујући додатни прстен који делује само на квалитет бокеа, без утицаја на предњи план (дакле, ово нису објективи са меким фокусом). Међутим, изузетно широки отвори бленде се ређе користе јер имају веома малу дубинску оштрину и самим тим лице субјекта неће бити потпуно у фокусу.
Супротно томе, на портретима сликаним у природном окружењу, где је субјект приказан у свом окружењу, а не изолован од њега, замућење позадине је мање пожељно и може бити непожељно, а обејктиви са ширим захватним углом могу да се користе за приказ више контекста.
Коначно, меки фокус (сферична аберација) је понекад пожељан ефекат, посебно у гламурозној фотографији где се „провидни“ изглед може сматрати ласкавим. Canon EF 135mm f/2.8 са меким фокусом је пример објективи дизајнираног са меким фокусом који се може контролисати.
Најчешће ће се користити објектив са фиксном жижном даљином, како због тога што зум није неопходан за поставање кадра (а прајм су лакши, јефтинији, бржи и квалитетнији), тако и зато што зум објективи могу да унесу веома непријатну геометријску дисторзију (изобличење бурета или јастучаста изобличења). Међутим, зум објективи се могу користити, посебно у спонтаним снимцима или за подстицање креативног кадрирања.
Портретни објективи су често релативно јефтина, јер се могу једноставно израдити и близу су нормалног опсега. Најјефтинији портретни објективи су нормални објективи (50мм), који се користе на изрезаном сензору. На пример, Canon EF 50мм f/1.8 II је најјефтинији Canon објектив, али када се користи на 1.6x  изрезаном сензору даје жижну даљину од 80мм, што је на крају портретних објектива.

## Мобилни портрети
Документарац „Ја сам Чикаго“ био је експеримент мобилног портретисања целог тела, користећи природно светло и камион у покрету као студио.

## Матурантски портрети
У Северној Америци, матурантске фотографије су формални портрети ученика који су снимљени пред крај њихове задње године средње школе. Портрети матураната се често укључују у најаве дипломирања или се дају пријатељима и породици. Они се такође користе у годишњацима и обично се приказују већим од својих колега у нижим разредима и често су представљени у боји, чак и ако се остатак годишњака углавном репродукује у црно-белој боји. У неким школама су строги захтеви у погледу избора фотографа или стилу портретисања, при чему су прихватљиви само портрети у традиционалном стилу. Многе школе одлучују да уговоре једног фотографа за своје портрете из годишњака, док друге школе дозвољавају различитим фотографима да им направе портрете за годишњак.

### Традиционални портрети
Формални портрети матураната датирају из 1880-их година у Америци. Неки традиционални портрети матураната укључују школску униформу и друге промене одеће, стилова портрета и поза.
У неким школама се позива фотографски студио како би се осигурало да су сви портрети матураната слични по пози и стилу, и тако да се појављују ученици који не могу себи приуштити да купе ове портрете или одлуче да не купе портрете, у годишњаку исто као и остали ученици. Друге школе омогућавају ученицима да сами изаберу студио који желе.

### Модерни портрети
Модерни портрети матураната могу укључивати практично било коју позу или избор одеће, у границама доброг укуса. Студенти се често појављују са кућним љубимцима, студенти спортисти позирају у колеџицама (јакнама) или дресовима, а многи бирају модну фотографију. Фотографије на отвореном су популарне на локацијама које су сликовите или важне за матуранте. Пробне фотографије су обично доступне за гледање на мрежи следећег дана које су слабијег квалитета, неуређиване и често са воденим жигом студија.